# Cratere Kontum
Kontum  è un cratere sulla superficie di Marte.